# Lilltyskar
Lilltyskar, småtyskar (ty. kleindeutsche) kallades det tyska politiska parti som efter den tyska revolutionen 1848–1849 ville genomdriva de tyska ländernas förening till en monarkisk förbundsstat under Preussens ledning utan att inkludera Österrike, den så kallade lilltyska lösningen (Kleindeutsche Lösung).